# Bopyrus bimaculatus
Bopyrus bimaculatus är en kräftdjursart som beskrevs av Goverdhan Lal Chopra 1923. Bopyrus bimaculatus ingår i släktet Bopyrus och familjen Bopyridae. Inga underarter finns listade i Catalogue of Life.